# AzSamand
La firma AzSamand es una planta industrial de automóviles de pasajeros, con sede en la localidad de Shamakti, en la República de Azerbaiyán, que se ha creado mediante el acuerdo celebrado entre el gobierno azerí y el iraní en 2004, hecho oficial desde el 2005, y que ensambla coches de la marca Iran Khodro, la que a su vez fabrica coches bajo licencia de la francesa Peugeot, sobre los cuales sus modelos se basan.

## Historia
El proyecto se inició en octubre de 2005, con el apoyo del Gobierno de Azerbaiyán y el de Irán. La producción de coches de la marca IKCO para Azerbaiyán se hace usando la marca AzSamand, y es llevada a cabo en las instalaciones fabriles de la ciudad de Shamakhi. La fábrica de automóviles "AzSamand" en conjunto con la Irán Khodro producirán desde el año 2010 coches con motores diesel. 
De acuerdo a lo filtrado en varios documentos y a lo dicho por los accionistas del grupo, y al buró de expertos de ambas empresas, durante el mes de mayo de 2010; en la planta se llevan a cabo trabajos para prepararla para un nuevo tipo de productos y presentar un proyecto de producción de maquinaria y motores en funcionamiento alimentados por combustible diesel.

## Modelos
- AzSamand Aziz